# Эд де Монбельяр

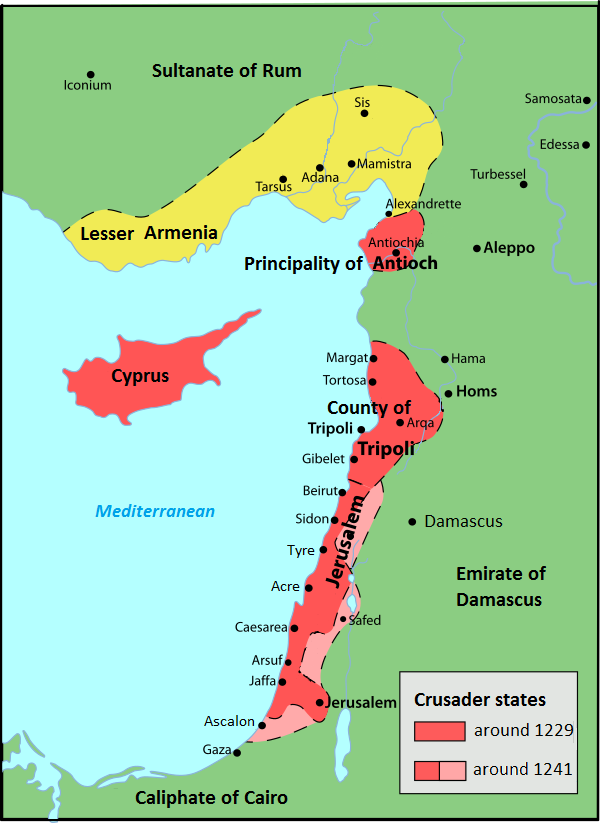
Завоевания крестоносцев в ходе Крестового похода 1239—1241 гг. (светлым цветом)

Эд де Монбельяр (Монфокон) (Eudes de Montbéliard (Montfaucon)) (ум. 1247) — государственный деятель Иерусалимского королевства, князь Галилеи (1240—1247).
Сын Готье де Монбельяра, погибшего в бою 20 июня 1212 года, и его жены Бургонь де Лузиньян, дочери кипрского короля Амори. Внук Амедея II де Монфокона (ум. 1195), графа Монбельяра.
С 1220 г. коннетабль Иерусалимского королевства при короле Жане де Бриенне. С 1223 г. бальи (вице-король). В 1226 году направлявшийся в Палестину германский император Фридрих II сместил его с этой должности, назначив вместо него Томмазо Аквино.
В следующем году Эд де Монбельяр стал одним из трёх предводителей императорского крестоносного войска (наряду с Рикардо Филанжиери и Германом фон Зальца), поскольку сам Фридрих II как отлученный от церкви не мог стоять во главе армии.
С мая 1229 года, после отплытия Фридриха II в Европу, — снова коннетабль Иерусалима. В 1236—1240 гг. регент королевства в Акре (в Тире регентом в 1231—1242 гг. был Рикардо Филанжиери, во всём королевстве в 1242/43-1246 — Алиса Шампанская).
В 1239—1241 гг. участвовал в крестовом походе Тибо Наваррского, в результате которого султан Дамаска уступил Иерусалимскому королевству Галилею. Эд де Монбельяр, носивший по правам жены титул князя Галилеи, сделался её реальным правителем. Он укрепил столицу княжества Тибериаду, однако она в 1244 году была разрушена хорезмийцами, а 17 июня 1247 года её захватил айюбидский султан аль-Салих Айюб.
В конце того же года Эд де Монбельяр умер.

## Семья
Жена — Эскива III де Сент-Омер (ум. после февраля 1265), дочь Рауля де Фокамберга, князя Галилеи. Сеньора Тибериады (до 1247), княгиня Галилеи (до 1261).
Дети:
- Мария де Монфокон. Первый муж — Гуго Ибелин (1231/32-1254/55), сын Балиана Ибелина, сеньора Бейрута. Второй муж — Жак Ибелин (1240—1276), сеньор Яффы.
- Жанна, умерла в молодом возрасте.
- Симона де Монфокон, жена Филиппа Ибелина, коннетабля королевства Кипр. Их сын Балиан Ибелин (1270—1315/16) принял титул князя Галилеи.